# Синтімбру (комуна, Алба)
Синтімбру (рум. Sântimbru) — комуна у повіті Алба в Румунії. До складу комуни входять такі села (дані про населення за 2002 рік):
- Галтіу (462 особи)
- Думітра (107 осіб)
- Кошларіу (397 осіб)
- Синтімбру (1223 особи) — адміністративний центр комуни
- Тотой (551 особа)

Комуна розташована на відстані 269 км на північний захід від Бухареста, 8 км на північний схід від Алба-Юлії, 71 км на південь від Клуж-Напоки.

## Населення
За даними перепису населення 2002 року у комуні проживали 2740 осіб.
Національний склад населення комуни:
| Національність | Кількість осіб | Відсоток |
| -------------- | -------------- | -------- |
| румуни         | 2664           | 97,2 %   |
| цигани         | 48             | 1,8 %    |
| угорці         | 27             | 1,0 %    |
| українці       | 1              | < 0,1 %  |

Рідною мовою назвали:
| Мова       | Кількість осіб | Відсоток |
| ---------- | -------------- | -------- |
| румунська  | 2705           | 98,7 %   |
| циганська  | 23             | 0,8 %    |
| угорська   | 11             | 0,4 %    |
| українська | 1              | < 0,1 %  |

Склад населення комуни за віросповіданням:
| Релігія        | Кількість осіб | Відсоток |
| -------------- | -------------- | -------- |
| православні    | 2382           | 86,9 %   |
| греко-католики | 274            | 10,0 %   |
| п'ятдесятники  | 31             | 1,1 %    |
| римо-католики  | 15             | 0,5 %    |
| реформати      | 10             | 0,4 %    |
| баптисти       | 8              | 0,3 %    |
| адвентисти     | 6              | 0,2 %    |